# Соловйов Сергій Миколайович
Сергій Миколайович Соловйов (нар. 7 березня 1971, Дніпропетровськ, УРСР, СРСР) — радянський та український футболіст, захисник. З 2008 року футбольний тренер.

## Кар'єра гравця
Випускник Дніпропетровського спортінтерната. Група 1971 р.н., тренер — Ігор Вєтрогонов.
З 1988 по 1991 рік виступав у дублі дніпропетровського «Дніпра», звідки перейшов у команду «Темп» (Шепетівка). З цим колективом виграв останній Кубок УРСР та 6 березня 1992 року дебютував у вищій лізі чемпіонату України («Евіс», 1:0). Наприкінці сезону перейшов у «Кривбас», який боровся за вихід до вищої ліги. У складі криворіжців став переможцем турніру команд першої ліги 1992 року, і провів наступний — дебютний сезон команди у «вишці».
У 1994 році перейшов у херсонську «Таврію» (друга ліга). Тоді ж на правах оренди відіграв один матч у вищій лізі за сусідній «Миколаїв».
З 1996 по 1998 рік виступав у російських командах «Сокол-ПЖД» та «Самотрол-ХХІ».
У 1999 році повернувся в «Миколаїв», який боровся за виживання у вищій лізі. У вищому дивізіоні зіграв 10 матчів, до яких у наступних сезонах додав ще 30 у першій лізі.

## Тренерська діяльність
З 2008 по 2012 рік працював старшим тренером молодіжної команди «Кривбасу». Потім працював з командою УВС з Дніпропетровська. З 2015 року по 2016 рік був головним тренером зачепилівського «Колоса», який приводив до двох перемог у Суперкубку Харківської області. У 2017—2021 роках був головним тренером клубу «ВПК-Агро».